# ادسا (یونان)
شهر ادسا در استان مقدونیه مرکزی در کشور یونان واقع شده است که دارای جمعیت ۱۸٬۸۷۲ نفر می‌باشد.

## نگارخانه

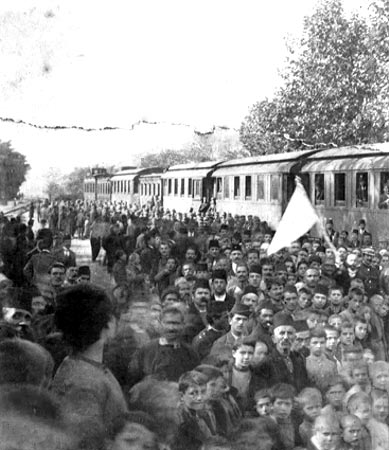
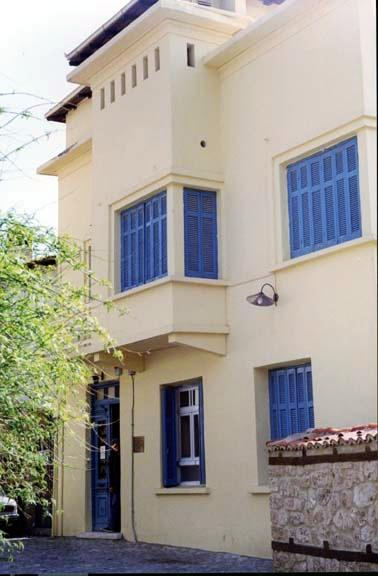
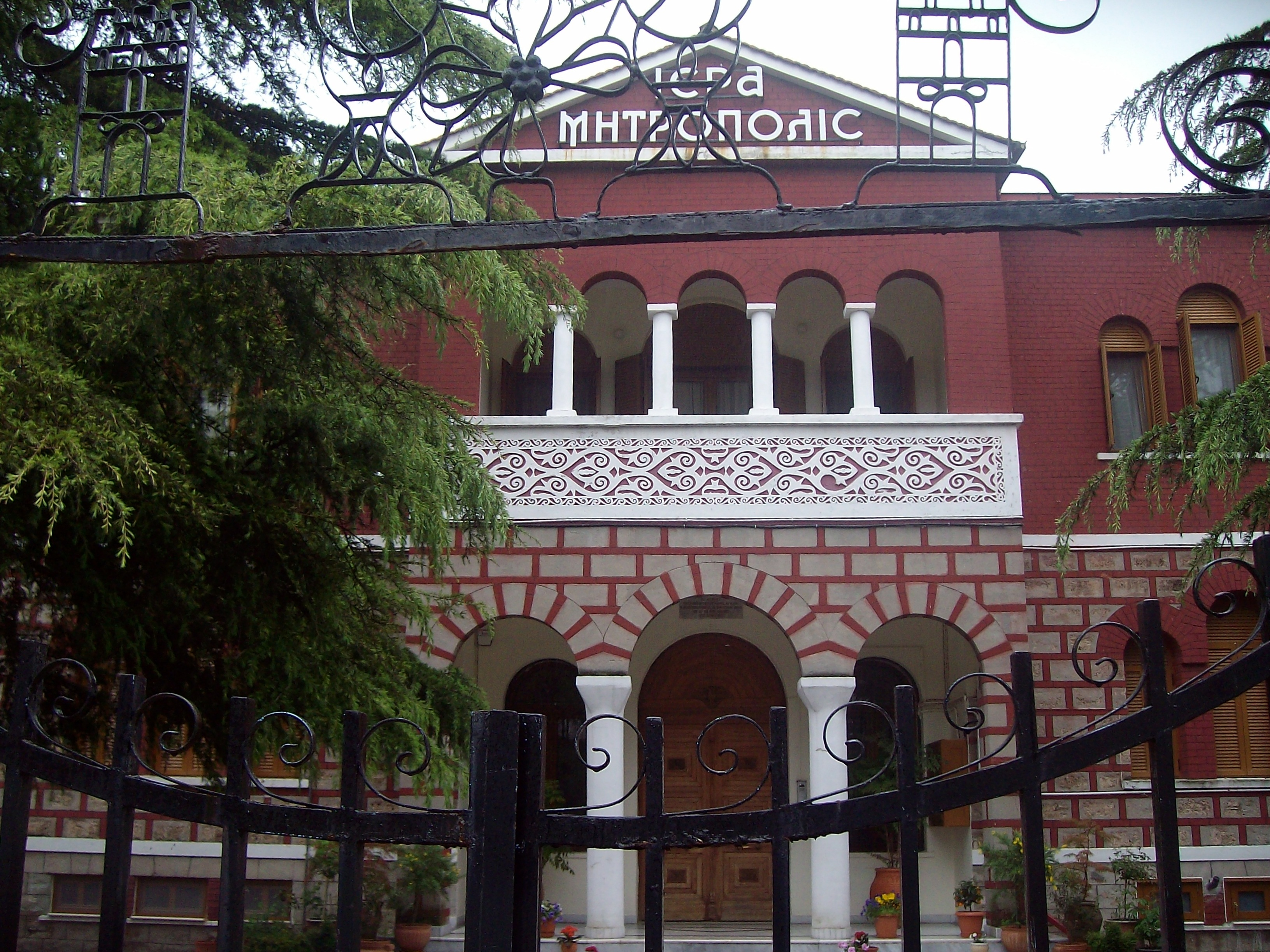